# 忽都 (北庭人)
忽都（?—?），元朝将领，北庭人。
忽都武勇過人，从宿衛為南宿州鎮將，分守蘄縣。後跟随忽必烈南征，年近七十岁，每战身先士卒，冒箭矢礌石，身中數十瘡，戰功居多。改住在大名路清豐縣，忽都去世。贈廣平路宗管，封漁陽郡侯。其子拜降，忽都去世时，拜降出生才數月，其母徐氏将他养育大。